# Abelisauridae
Abelisauridi (příslušníci čeledi Abelisauridae) byli poměrně mohutní, menší až velcí teropodi (draví dinosauři) z infrařádu Ceratosauria. Tito teropodi se patrně dokázali nejlépe přizpůsobit změněným klimatickým podmínkám na území Jižní Ameriky v období pozdní křídy a stali se zde na dlouhou dobu dominantními predátory.

## Výskyt
Vyskytovali se od období střední jury (druh Eoabelisaurus mefi) až po nejpozdnější křídu zejména na území jižního superkontinentu Gondwany (především na území dnešní Afriky, Jižní Ameriky, Indie a Madagaskaru). Fosilie zástupců této skupiny teropodů byly objeveny například také na území jihoamerických států Uruguay a Chile.

## Popis
Abelisauridi měli poměrně dlouhé a velmi silné nohy, dokázali se rychle pohybovat. Jejich lebka byla (zvláště u pozdějších forem) relativně krátká a mohutná, přední končetiny silně zakrnělé. Dosud známé druhy dorůstaly délky zhruba od 5 do 9 metrů. Největší dosud známou fosilní stopou teropodního dinosaura je exemplář dlouhý 115 cm, objevený roku 2016 na území Bolívie. Původce obří stopy patřil pravděpodobně právě mezi abelisauridní teropody a žil v době před 80 miliony let. Délka tohoto neznámého obřího teropoda mohla výrazně přesahovat 12 metrů. Jednalo se tedy nejspíš o zdaleka největšího známého zástupce celé čeledi abelisauridů.
Objev fosilních sérií stop paralelně kráčejících abelisauridů v sedimentech souvrství Candeleros (Patagonie, Argentina) dokládá, že tito draví dinosauři žili ve smečkách a nejspíš i společně lovili. Četné jsou také objevy paleopatologií (dokladů o zraněních a nemocech na fosilních kostech) u mnoha druhů abelisauridů.
Replika kostry známého abelisaurida druhu Carnotaurus sastrei je od roku 2008 umístěna v expozici Chlupáčova muzea dějin Země na pražském Albertově (při ÚGP PřF UK).

## Klasifikace
Čeleď ABELISAURIDAE
- Abelisaurus (Argentina)
- Compsosuchus (Indie)
- Chenanisaurus (Maroko)
- ?Dryptosauroides (Indie)
- Guemesia (Argentina)
- ?Indosaurus (Indie)
- ?Indosuchus (Indie)
- Kryptops (Niger)
- Kurupi (Brazílie)
- ?Ornithomimoides (Indie)
- ?Orthogoniosaurus (Indie)
- Rugops (Niger)
- Spectrovenator (Brazílie)
- Xenotarsosaurus (Argentina)
- Podčeleď Carnotaurinae (klad Brachyrostra, klad Furileusauria)
  - Arcovenator (Francie)
  - Caletodraco (Francie)[14]
  - Ekrixinatosaurus (Argentina)
  - Elemgasem (Argentina)
  - Ilokelesia (Argentina)
  - Llukalkan (Argentina)
  - Majungasaurus (Madagaskar)
  - Pycnonemosaurus
  - Rahiolisaurus (Indie)
  - Rajasaurus (Indie)[15]
  - Skorpiovenator (Argentina)
  - Thanos (Brazílie)
  - Tralkasaurus
  - Tribus Carnotaurini
    - Aucasaurus (Argentina)
    - Carnotaurus (Argentina)
    - Koleken (Argentina)[16]
    - Niebla (Argentina)